# Isosaari (ö i Finland, Päijänne-Tavastland, Lahtis, lat 61,40, long 25,27)
Isosaari är en ö i Finland. Den ligger i sjön Alijärvi och i kommunen Padasjoki i den ekonomiska regionen  Lahtis ekonomiska region  och landskapet Päijänne-Tavastland, i den södra delen av landet, 140 km norr om huvudstaden Helsingfors. Öns area är 13,6 hektar och dess största längd är 0,8 kilometer i nord-sydlig riktning.